# Soulèvement de Fettmilch

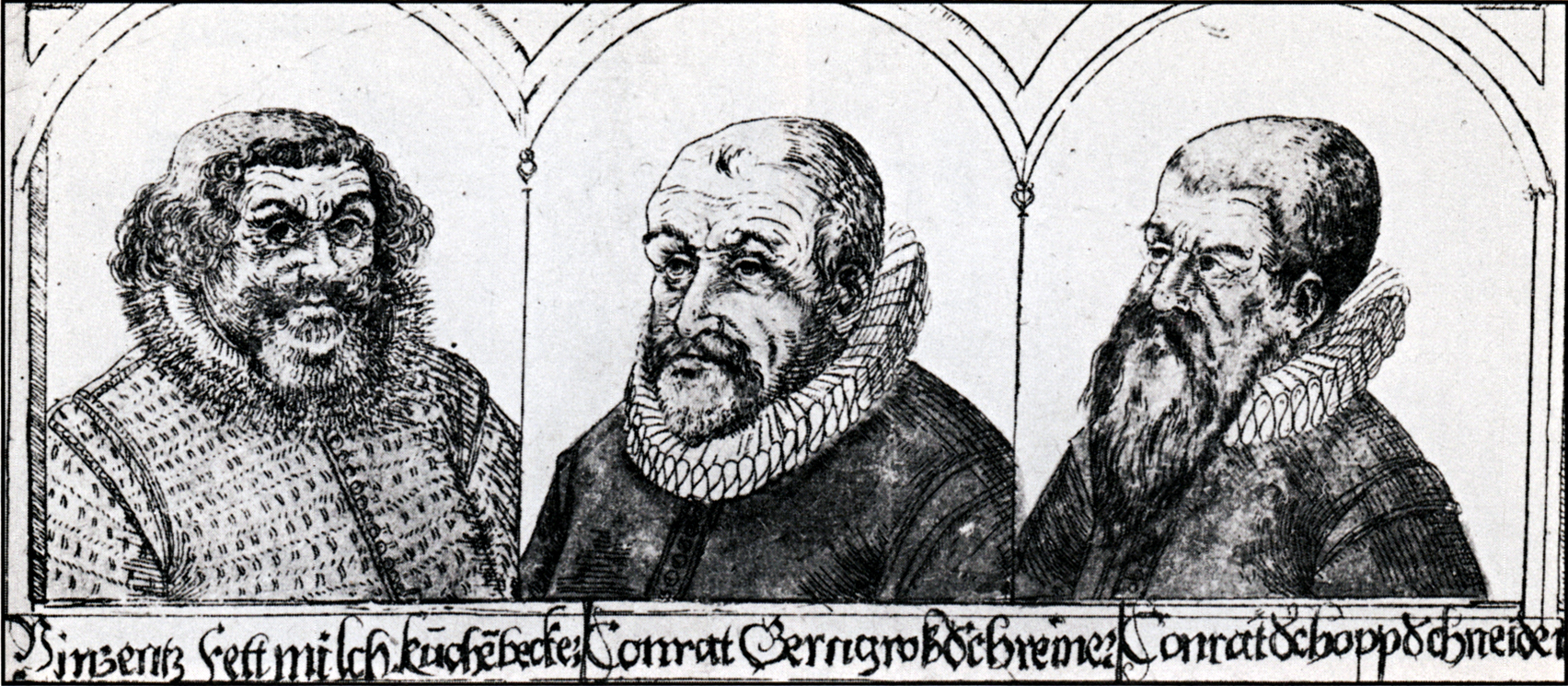
Vinzenz Fettmilch, Conrad Gerngross et Conrad Schopp, les chefs de la rébellion de Fettmilch, sur une gravure de 1614 de Eberhard Kieser.

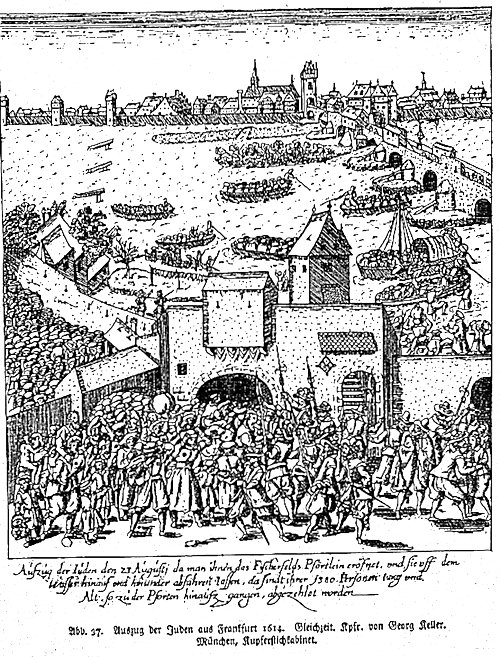
Expulsion des Juifs de Francfort le 23 août 1614 après le soulèvement de Fettmilch. Légende : Exode des Juifs le 23 août, quand la porte du Fischerfeld a été ouverte pour eux et qu'on les a laissés partir par voie d'eau en amont et aval, 1380 personnes, jeunes et vieux, ont été comptés alors qu'ils passaient la porte. Fig. 37, Exode des Juifs de Francfort en 1614, cuivre par, Munich, Kupferstichkabinett.

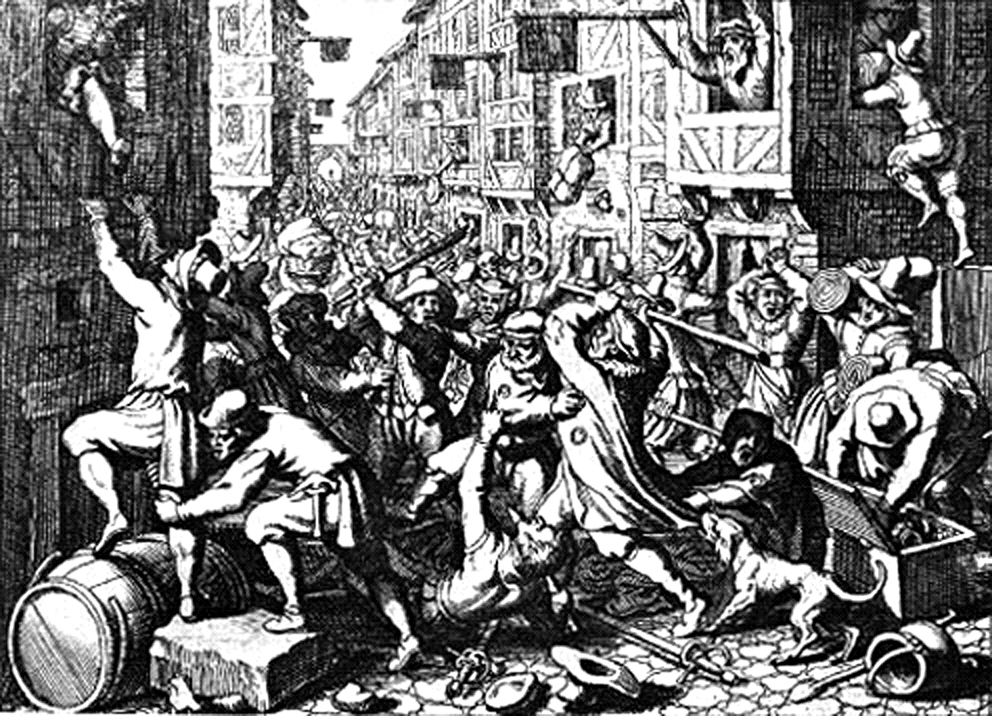
Le pillage de la Judengasse de Francfort pendant le soulèvement de Fettmilch ; Gravure de Matthäus Merian, 1628.

Le soulèvement de Fettmilch (également soulèvement de Fedtmilch) est une émeute antisémite menée par le boulanger et fabricant de pain d'épices Vinzenz Fettmilch dans la ville libre d'Empire de Francfort-sur-le-Main en 1614. Le soulèvement des guildes est à l'origine dirigé contre la mauvaise gestion du conseil municipal, dominé par les patriciens, mais dégénère en pillage de la Judengasse et débouche sur l'expulsion de tous les Juifs de Francfort. Le mouvement est finalement écrasé par l'Empereur, avec l'aide du Landgraviat de Hesse-Cassel et de l'Électorat de Mayence.

## Prémisses
Le soulèvement est provoqué par la consolidation du gouvernement patricien de Francfort à la fin du XVIe siècle, par le mécontentement des citoyens devant la mauvaise gestion du conseil et par le peu d'influence des guildes sur la politique de la Cité Impériale Libre. Dès le départ, les revendications politiques des corporations sont associées à un ressentiment anti-juif.

### Déclenchement

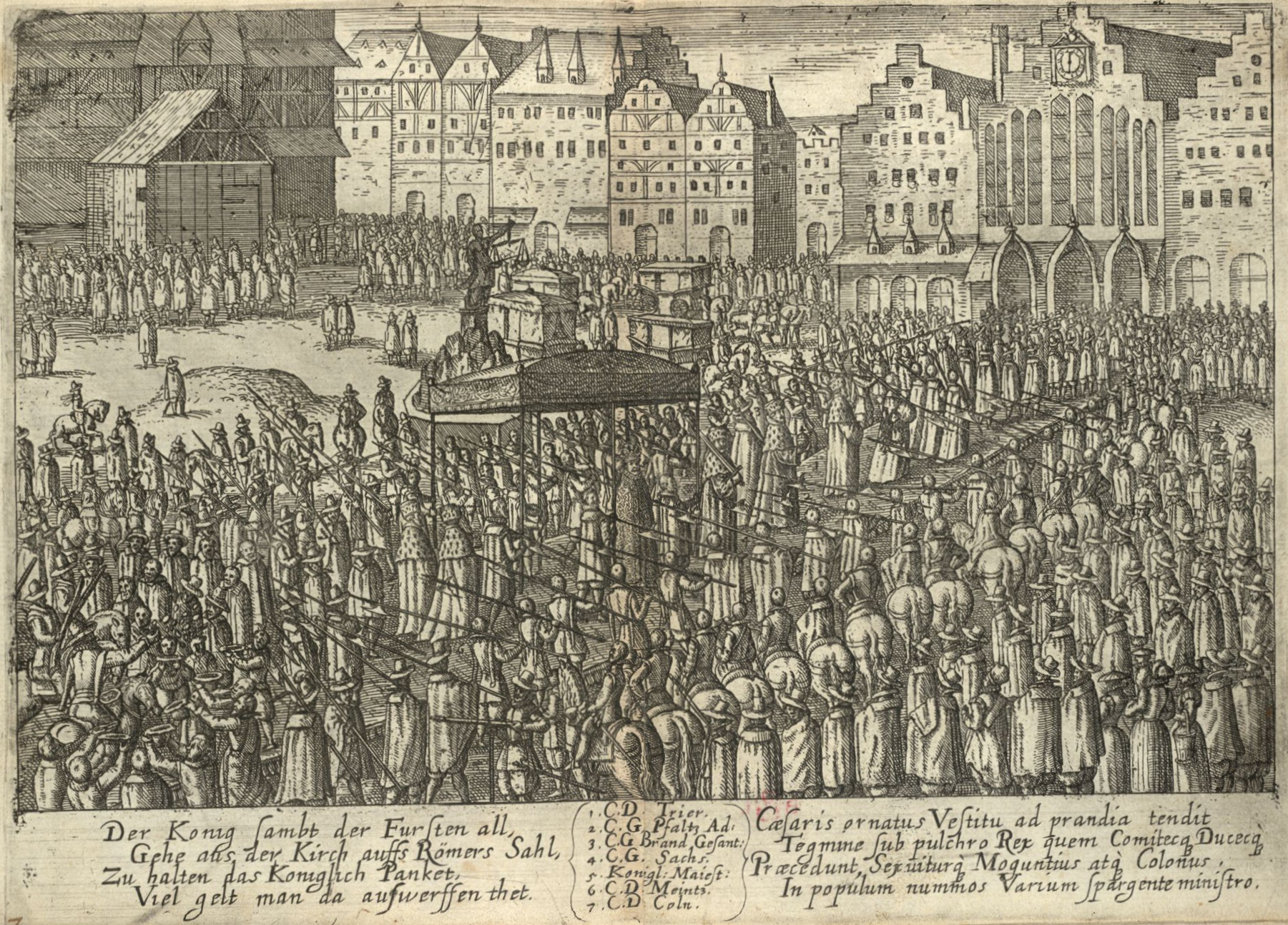
Procession du couronnement de Matthias le 13 juin 1612 devant le Frankfurter Römer.

Les émeutes débutent le 9 juin 1612 : avant l'élection du nouvel empereur Matthias, les citoyens et les maîtres des guildes demandent au conseil la lecture publique des privilèges de la ville, qui était auparavant d'usage en de telles occasions. Cela s'était produit pour la dernière fois 36 ans plus tôt, à l'occasion de l'élection de Rodolphe II. Le conseil refuse, naissent alors des rumeurs selon lesquelles il ne veut pas dévoiler au public des exonérations fiscales à charte impériale.
De plus, les citoyens demandent une plus grande voix au chapitre pour les guildes au sein du gouvernement de la ville. Le conseil de 42 membres est dominé par les 24 membres des familles patriciennes de la société Alten Limpurg. C'est la partie du patriciat de Francfort la plus orientée vers le mode de vie de la noblesse et qui ne vit plus du commerce et des transactions financières, mais des revenus de la propriété. Au conseil lui fait face la Société Zum Frauenstein, réunissant les plus gros marchands de la ville qui se partagent les 18 sièges restants du conseil avec les représentants des corporations artisanales. Cette répartition des sièges est fixe. De plus, le conseil n'est pas élu par les citoyens, mais élit lui-même ses successeurs en cas de départ ou de décès d'un membre.
En plus d'une plus grande représentation, les maîtres de la guilde exigent depuis 1612 la création d'un marché public des céréales à Francfort afin d'en faire baisser le prix, et une réduction du taux d'usure prétendument exigé par les Juifs de Francfort de 12 à 6 pour cent (dans les faits, les banquiers juifs et chrétiens de Francfort pratiquent à peu près les mêmes taux d'intérêt), et demandent que le nombre d'habitants de la Judengasse soit limité. En outre, on a des revendications des réformés, qui réclament l'égalité civile dans la partie luthérienne de la ville, et qui rejoindront le soulèvement en grand nombre. A ces revendications spécifiques, mais très différentes, s'ajoute un ressentiment général qui s'est accumulé depuis des décennies à l'égard du pouvoir du Conseil, ressenti comme autocratique et qui, dans de nombreuses déclarations publiques, qualifie les citoyens de « sujets ».
Marchands, maîtres artisans et autres débiteurs des usuriers de la Judengasse sont à l'origine de la tournure anti-juive que prend finalement le soulèvement, espérant ainsi se débarrasser de leurs obligations envers leurs créanciers.

### Compromis fragile: le contrat citoyen
Dans le différend sur la lecture des privilèges, le boulanger et fabricant de pain d'épice Vinzenz Fettmilch, citoyen de la ville depuis 1593, devient le porte-parole des maîtres de la guilde. Ils se tournent d'abord vers les électeurs ou leurs représentants, venus à Francfort pour l'élection de l'empereur, et enfin vers le nouvel empereur lui-même lorsque Matthias se rend à Francfort pour son couronnement. Les électeurs et l'empereur rejettent toute ingérence dans les affaires intérieures de Francfort. Mais lorsque les guildes forment un comité pour négocier avec le conseil, Matthias met en place une commission d'arbitrage.
De leur côté, les patriciens voient dans cette commission mise en place par les souverains voisins, l'électeur de Mayence et le landgrave de Hesse, une mise en danger du statut de Ville impériale libre. Ils craignent également que les troubles du centre-ville aient un impact négatif sur la foire commerciale de Francfort. Nuremberg et d'autres villes commerçantes ont déjà demandé aux autorités de Francfort si elles pouvaient garantir la sécurité des marchands étrangers. Le 21 décembre 1612, le Conseil signe le Contrat civil, une nouvelle constitution de la ville, qui restera pour l'essentiel en vigueur jusqu'en 1806 : elle prévoit 18 nouveaux membres au conseil et un comité de neuf représentants des guildes avec le droit de vérifier les comptes de la ville. En 1614, ce conseil élargi élit comme Maire l'insurgé Nicolaus Weitz.

### Aggravation de la situation
Lors de cette vérification des comptes municipaux en 1613, on découvre que la ville est lourdement endettée et que le conseil a entre autres gaspillé des fonds qui auraient dû être utilisés au profit des pauvres et des malades, que des collecteurs d'impôts ont détourné des amendes à leur profit, et que le patricien Johann Friedrich Faust von Aschaffenburg a tenté de saboter la confirmation du contrat civil par l'empereur.
Un autre conflit concerne la soi-disant « Judenstättigkeit », l'ordonnance qui réglemente la vie des Juifs à Francfort. L'argent que les Juifs payent en vertu de cette ordonnance ne va pas dans les caisses de la ville mais est réparti entre les membres du conseil. Afin d'éviter que l'illégalité de cette procédure ne soit rendue publique, le Conseil fait confisquer les réimpressions de la « Judenstättigkeit ». Dans le même temps, des rumeurs courent que les Juifs font cause commune avec les patriciens. Vinzenz Fettmilch décide finalement de publier ce document par lequel l'empereur Charles IV a cédé à la ville ses droits sur les résidents juifs de Francfort en 1349. Il contient la phrase fatidique selon laquelle l'empereur ne tiendrait pas la ville pour responsable si les Juifs « s'éloignaient de la mort ou périssaient ou étaient tués ». Beaucoup comprennent la phrase comme une autorisation de se livrer à un pogrom.

## L'émeute
Lorsque l'énorme dette de Francfort - 9½ tonnes de florins d'or - est rendue publique le 6 mai 1613, la foule prend d'assaut le Römer, l'hôtel de ville de Francfort, et force la remise des clefs du trésor de la ville au Comité des corporations. Dans les mois qui suivent, le conseil ne peut dépenser que la somme approuvée par le comité. En raison des violations mutuelles du contrat civil qui a été signé, l'Empereur préconise à nouveau un compromis. Le 15 janvier 1614, les deux parties signent un nouveau traité.

### Déposition du conseil et menace d'interdiction impériale
Comme le conseil est incapable de dire où sont passées les 9½ tonnes de florins d'or, l'aile radicale menée par Vinzenz Fettmilch s'impose parmi les guildes. Le 5 mai 1614, il fait occuper les portes de la ville par ses partisans, déclare l'ancien conseil destitué et fait emprisonner ses membres au Römer. Le maire doyen Johann Hartmann Beyer, l'un des 18 conseillers nouvellement nommés sur la base du contrat citoyen, négocie avec les rebelles et signe le 19 mai 1614 l'acte de démission du Conseil. Mais deux mois plus tard, le 26 juillet, un héraut impérial arrive en ville et exige le rétablissement du conseil, en vain. L'Empereur menace alors le 22 août d'une « interdiction impériale » quiconque n'est pas disposé à faire le serment de se soumettre à ses ordres.

### Le pillage de la Judengasse

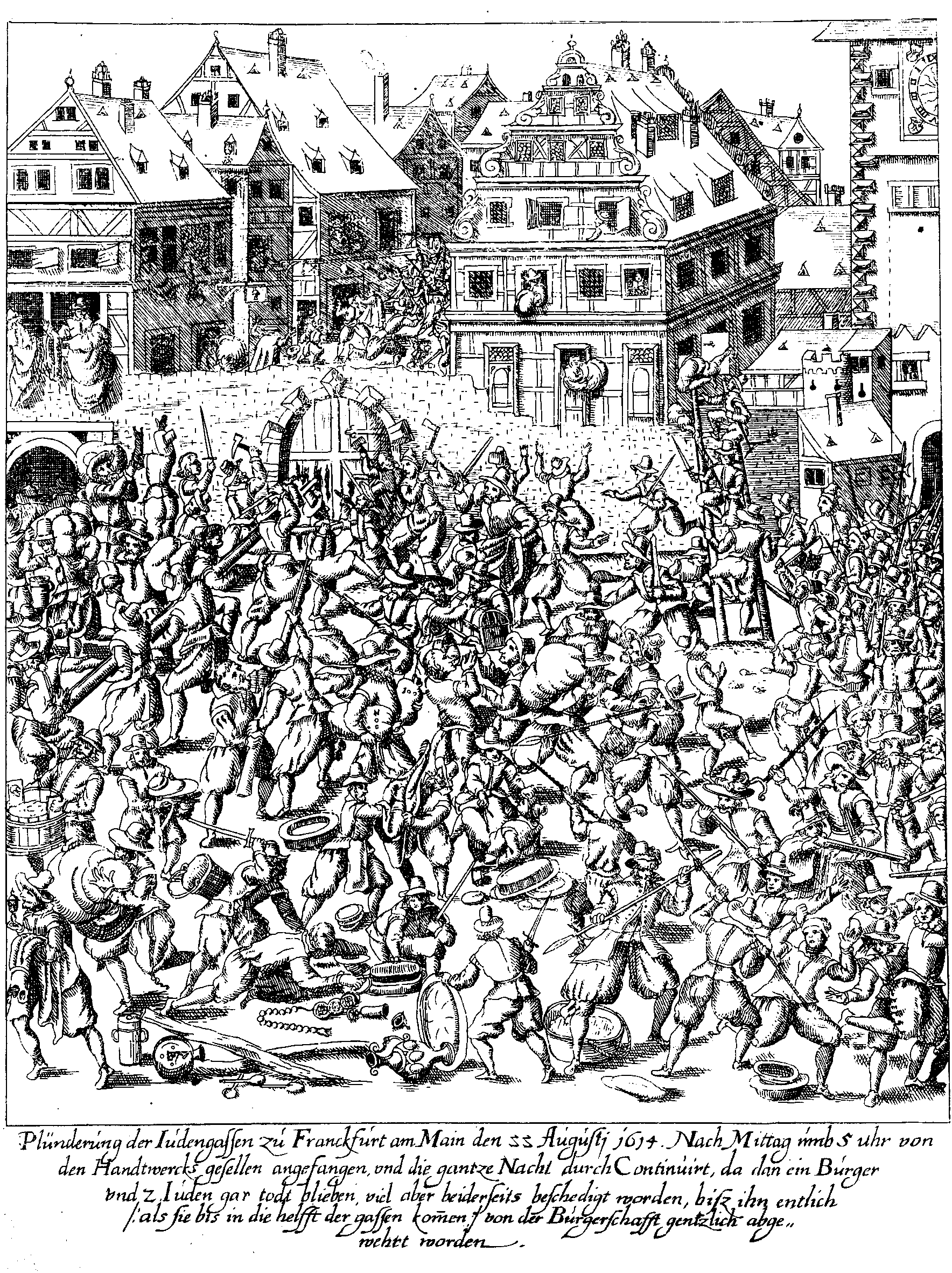
Pillage de la Judengasse.

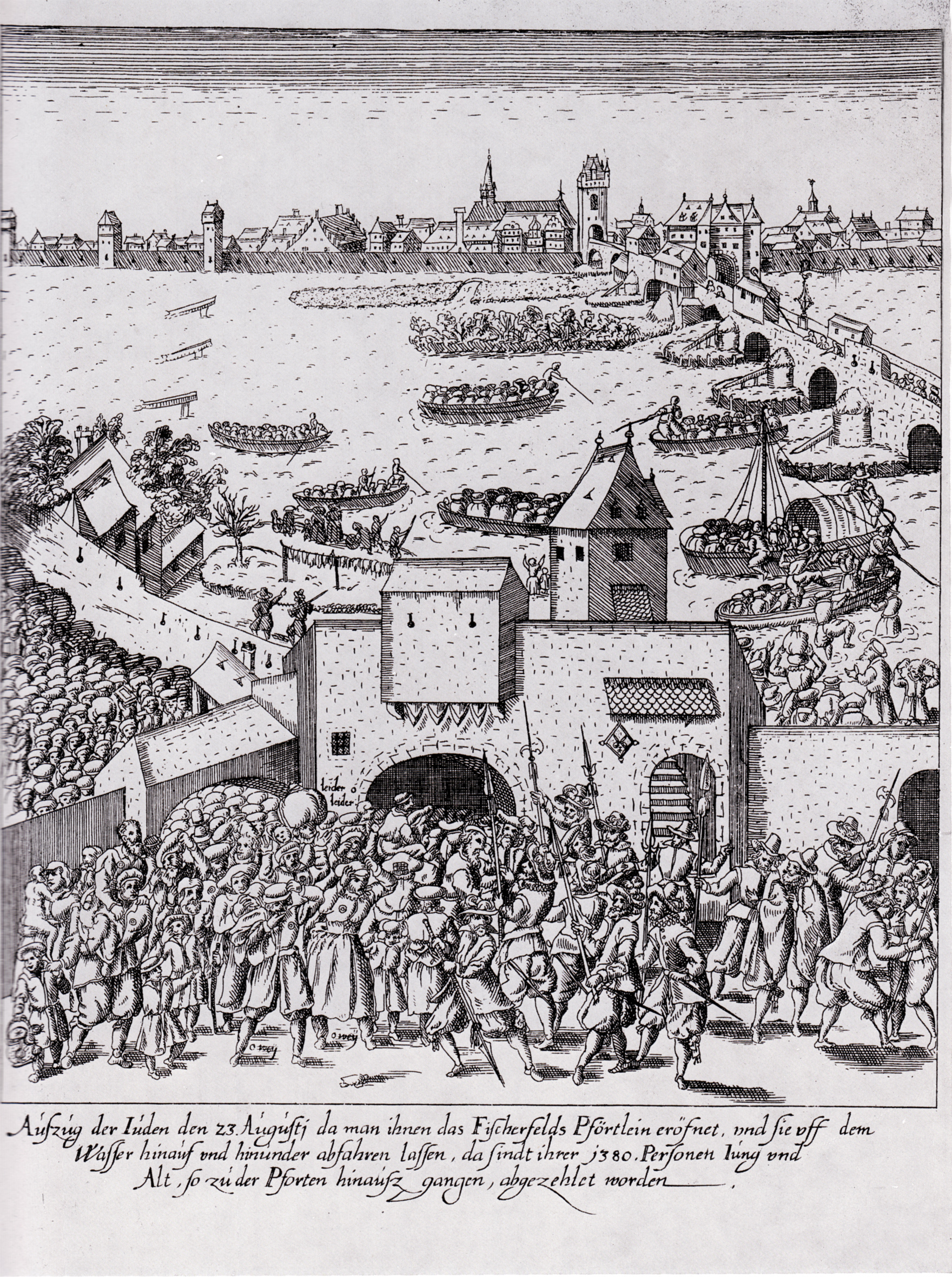
L'expulsion des Juifs de Francfort.

Les insurgés, qui se sont longtemps crus appuyés par l'Empereur, tournent désormais leur colère contre le maillon le plus faible de la chaîne de leurs prétendus adversaires. Le 22 août, une foule de compagnons parcourt la ville au cri de « Donnez-nous du travail et du pain ». Vers midi, les compagnons désormais ivres prennent d'assaut la Judengasse de Francfort qui forme un ghetto fermé à la périphérie est de la ville. Il est entouré de murs et n'est accessible que par trois portes.
Un attaquant et deux défenseurs juifs de la rue sont tués dans les combats. Les Juifs fuient vers le cimetière adjacent ou vers la partie chrétienne de la ville, où se cachent de nombreux citoyens de Francfort. Pendant ce temps, la foule pille la Judengasse jusqu'à ce qu'elle soit chassée par la milice de Francfort vers minuit. Le pillage a causé des dégâts d'une valeur de 170 000 florins.
Vinzenz Fettmilch lui-même ne semble pas avoir été impliqué dans le pillage. Lors de son procès ultérieur, il soutient que cela s'est fait contre sa volonté. Il se peut qu'il ait rapidement perdu le contrôle de ses partisans. Cependant, aucune preuve convaincante n'est produite pour démontrer que Fettmilch a tenté d'arrêter les émeutes. Il est par contre avéré qu'il a œuvré pour l'expulsion de tous les Juifs de Francfort le lendemain. La plupart d'entre eux ont cherché refuge dans les villes voisines de Höchst et Hanau à Mayence et en Hesse. Le rabbin Isaïe Horowitz, futur rabbin de Prague, quitte Francfort à cette occasion.

## La fin

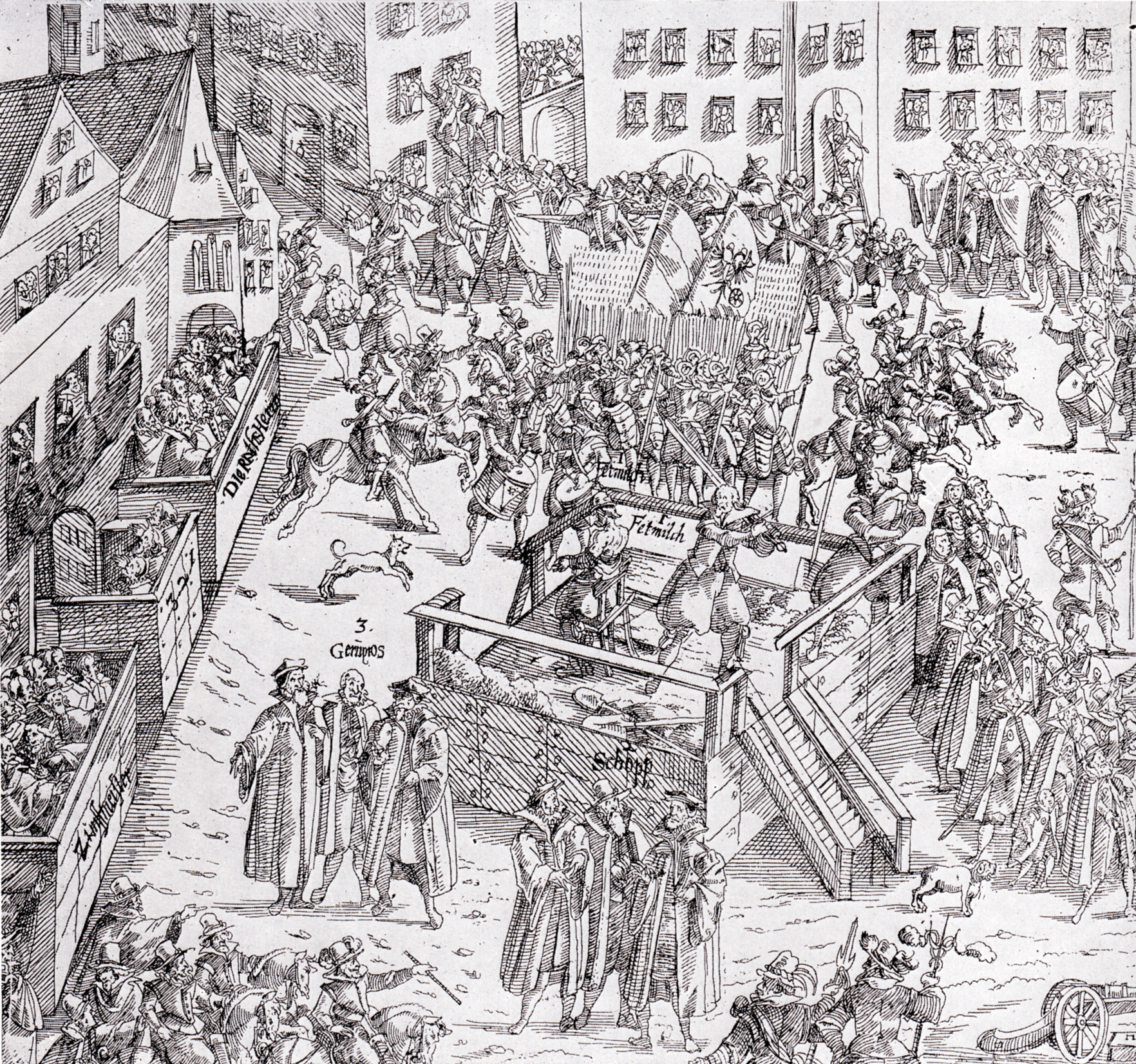
L'exécution de Fettmilch sur le Roßmarkt de Francfort le 28. février 1616.

Les exactions anti-juives et le conflit qui en résulte avec l'empereur sapent la réputation de Fettmilch, lâché par ses partisans. Le 28 octobre 1614, un héraut impérial annonce sur le Römer la mise au ban de Fettmilch, du menuisier Konrad Gerngross et du tailleur Konrad Schopp, considérés comme les meneurs de la rébellion. Mais ce n'est que le 27 novembre que l'échevin Johann Martin Baur ose arrêter Fettmilch. Par la suite, quatre autres Francfortois sont inclus dans la mise au ban, dont le teinturier de soie Georg Ebel.

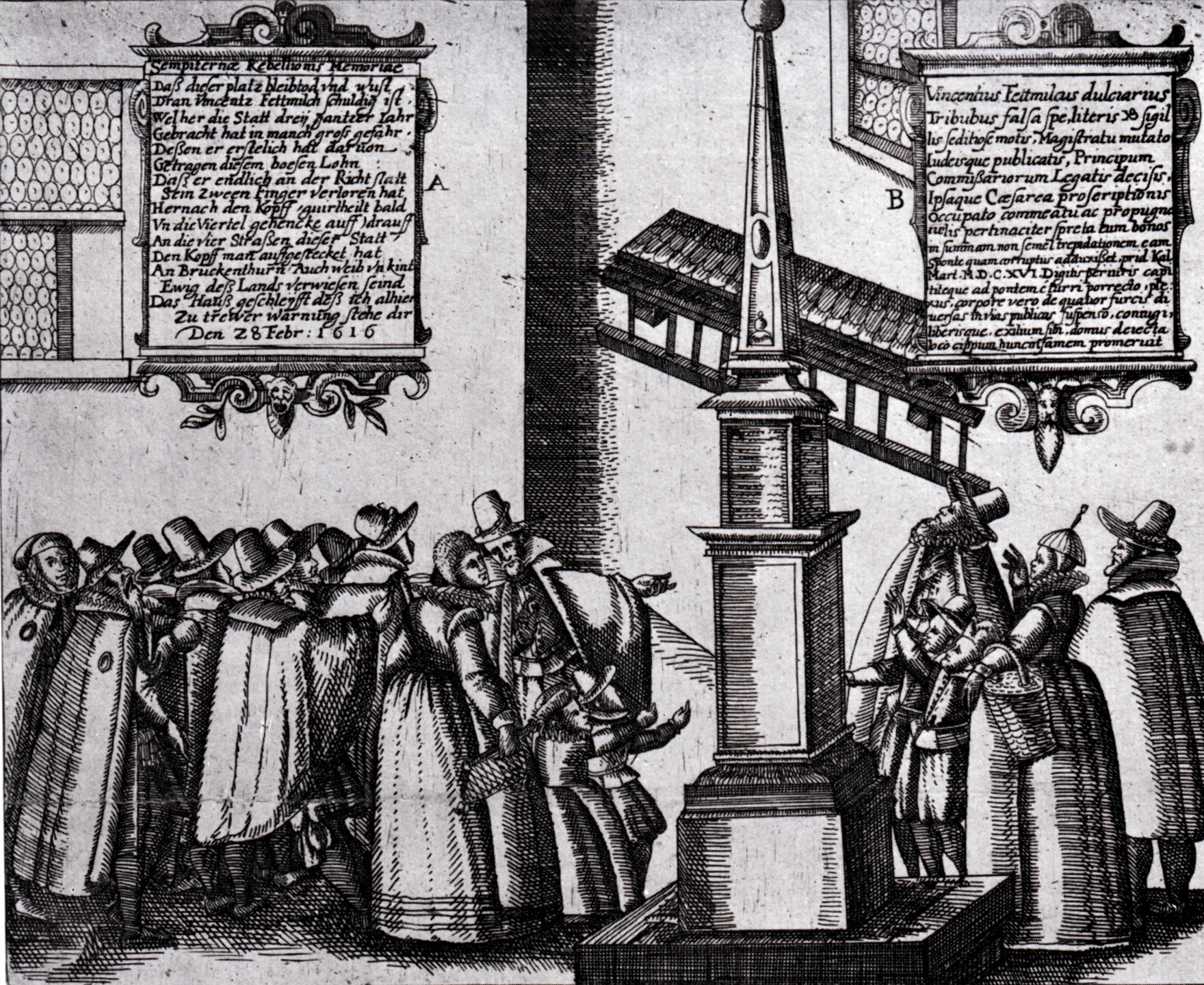
La « colonne de la honte » érigée sur la Töngesgasse à la place de la maison de Fettmilch.

Au cours d'un long procès qui s'étend sur presque toute l'année 1615, Fettmilch et 38 autres accusés ne sont pas directement reconnus coupables des émeutes contre les Juifs, mais de crime de lèse-majesté, puisqu'ils ont désobéi aux ordres de l'empereur. La peine de mort est prononcée contre sept d'entre eux et exécutée le 28 février 1616 sur le Marché aux chevaux. Avant d'être décapités, deux de leurs doigts sont tranchés (les doigts dits « du serment » : l'index et le majeur), et Fettmilch est écartelé après son exécution. Les têtes de Fettmilch, Gerngross, Schopp et Ebel sont empalées sur la tour du pont de Francfort, et au moins l'une d'entre elles était encore visible à l'époque de Goethe, qui en fait état dans Poésie et vérité : « Parmi les vestiges antiques, le crâne d'un criminel d'État planté sur la tour du pont m'avait frappé alors que j'étais enfant ; le seul restant de trois ou quatre, comme l'indiquaient les pointes de fer vides, avait survécu depuis 1616 à toutes les rigueurs du temps et des intempéries. Chaque fois que vous reveniez à Francfort depuis Sachsenhausen, vous aviez la tour devant vous et le crâne attirait votre attention. »
La maison de Fettmilch de la Töngesgasse est démolie et une « colonne de la honte » est érigée à son emplacement, mentionnant ses crimes en allemand et en latin.
Après les exécutions, qui durent plusieurs heures avec la lecture des verdicts, un mandat impérial est promulgué qui ordonne la réintégration des Juifs expulsés en août 1614 dans leurs anciens droits. Le même jour, les Juifs, qui jusque-là avaient pour la plupart trouvé refuge à Höchst et Hanau, sont ramenés à la Judengasse lors d'une procession solennelle. Un aigle impérial est attaché à la porte avec l'inscription « Protection de la Majesté impériale romaine et du Saint Empire ».

## Conséquences

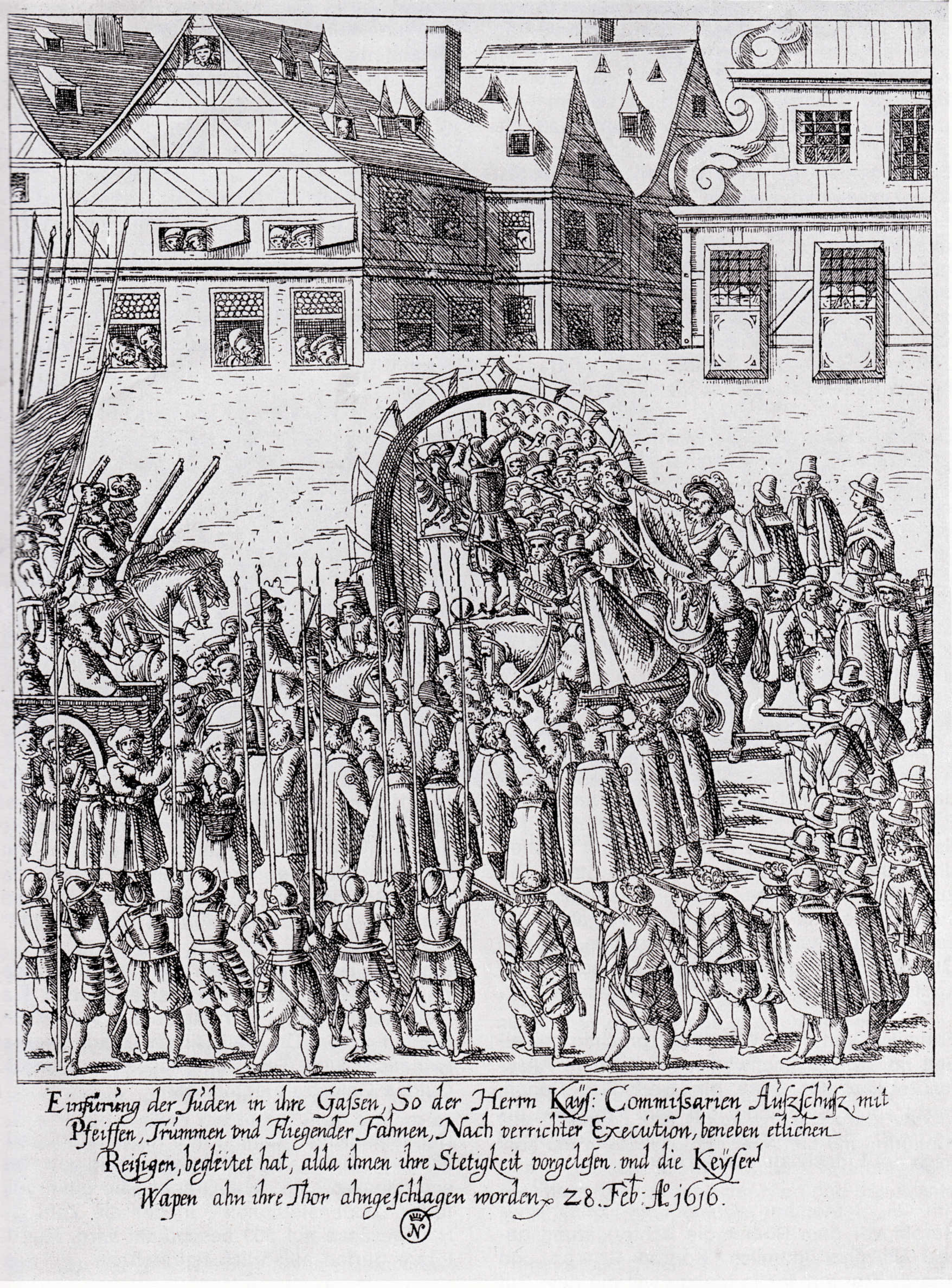
Le rapatriement des Juifs à Francfort en 1616.

Avec le soutien impérial, l'ancien conseil, dominé par la société Alten Limpurg, atteint largement ses objectifs. Bien que le nombre de membres du conseil de cette société soit limité à 14, toutes les plaintes des citoyens contre l'ancien conseil sont rejetées. Le poids au sein du conseil se déplace légèrement en faveur des marchands de la société Zum Frauenstein.
L'influence croissante des marchands se fait au détriment des guildes d'artisans. Elles doivent payer une amende de 100 000 florins à l'empereur et sont dissoutes. À l'avenir, la surveillance du commerce incombera directement au conseil. Neuf citoyens de Francfort impliqués dans les émeutes sont bannis de la ville pour toujours, tandis que 23 sont temporairement bannis. Plus de 2 000 citoyens sont frappés par des amendes.
Ce n'est que plus de 100 ans plus tard que les citoyens de Francfort retrouvent pacifiquement les droits perdus lors du soulèvement. Avec le soutien de l'Empereur, le Comité des Neuf est réintroduit en 1726, ce qui met fin aux abus du gouvernement patricien et met en place un contrôle des finances.
Les Juifs devaient être indemnisés pour les dommages matériels par le trésor de la ville, mais n'ont jamais reçu l'argent. Et bien que victimes du soulèvement, eux aussi sont soumis aux anciennes restrictions. La nouvelle « colonie juive » pour Francfort, décrétée par les commissaires impériaux de Hesse et de Mayence, stipule que le nombre de familles juives à Francfort est limité à 500. Seuls 12 couples juifs sont autorisés à se marier chaque année, tandis que les chrétiens n'ont besoin que de prouver au Trésor qu'ils ont des biens suffisants pour obtenir une autorisation de mariage. Sur le plan économique, les Juifs sont mis sur un pied d'égalité avec les « résidents chrétiens à droits réduits », les Beisassen (de) ; comme eux, ils ne sont pas autorisés à tenir des magasins ouverts, à faire du petit commerce dans la ville, à conclure des partenariats commerciaux avec des roturiers ou à acquérir des biens immobiliers, toutes restrictions dont les racines remontent au Moyen Âge. Mais fait nouveau, les Juifs sont désormais expressément autorisés à se livrer au commerce de gros, par exemple avec des marchandises en gage telles que le maïs, le vin et les épices, ou au commerce à longue distance de tissus, de soie et de textiles. L'empereur a probablement pour objectif de renforcer la position économique des Juifs afin de créer un contrepoids aux familles de marchands chrétiens qui règnent maintenant à Francfort après le renversement des guildes. Cependant, le ghetto de la Judengasse continuera d'exister à Francfort jusqu'à l'époque napoléonienne.
La communauté juive célèbre chaque année l'anniversaire de leur rapatriement solennel le 20 adar du calendrier juif avec la célébration de Pourim.